# Zuzana Piussi
Zuzana Piussi est une réalisatrice, notamment de documentaires, scénariste, productrice et directrice de la photographie slovaque née le 21 octobre 1971 à Brastislava alors en Tchécoslovaquie.

## Filmographie

### Réalisatrice

#### Cinéma
- 2022 : Zosaliet

#### Documentaires
- 2003 : Výmet
- 2009 : Hrdina nasich cias
- 2019 : Koliba
- 2011 : Nemoc tretej moci (sk)
- 2012 : Muzi revolúcie
- 2012 : Krehká identita (sk)
- 2012 : Od Fica do Fica (sk)
- 2014 : Priamy prenos
- 2016 : Difficult Choice
- 2017 : Cesky Allah
- 2019 : Obliehanie mesta
- 2019 : Ukradnutý Stát
- 2020 : Ocista
- 2025 : Scent Evidence

#### Séries télévisées
- 2013 : Český žurnál (cs) (1 épisode)

### Scénariste

#### Documentaires
- 2003 : Výmet
- 2009 : Hrdina nasich cias
- 2019 : Koliba
- 2011 : Nemoc tretej moci
- 2012 : Muzi revolúcie
- 2012 : Krehká identita
- 2016 : Difficult Choice

### Directrice de la photographie

#### Documentaires
- 2003 : Výmet
- 2011 : Nemoc tretej moci
- 2012 : Krehká identita
- 2014 : Priamy prenos
- 2017 : Cesky Allah
- 2019 : Ukradnutý Stát
- 2020 : Ocista
- 2025 : Scent Evidence